# セイレン (アニメ)
『セイレン』は、高山箕犀原案、Studio五組・AXsiZ共同制作による日本のオリジナルアニメ作品。2017年1月より3月までTBSテレビ、サンテレビ、BS-TBSほかにて放送された。

## 概要
『アマガミ』から9年後の世界を舞台とした後継作であるが、同じ世界観の一つである『キミキス』の要素も一部見受けられる。各ヒロインはルート分岐形式で展開されており、公式サイト上で時系列とどこでルートが分岐したかを示す一覧が公開されている。なお、第9話の次回予告は、宮前透編があたかも夢オチであるかのような内容だった。
本作では登場する女性キャラクター6人のうち、常木耀、桃乃今日子、宮前透の3人に焦点を当てて各ヒロインに4話ずつを割り振ったオムニバス形式となっている。この構成の背景として、高山は脚本を作成した結果、2話だけではヒロインの魅力を伝えるのは無理だったこと、（主人公に対して）同級生・後輩・先輩と一通りのシチュエーションが揃うこと、桧山水羽、上崎真詩、三条るいせは舞台とキャラクターの風呂敷を広げ切ったほうが楽しめそうだからと語っている。各キャラクターの章ではその担当ヒロインの主だった部分を中心に掘り下げるが、他のキャラクターの章でも部分的にヒロインの動きが見られるようになっている。
タイトルは、清廉可憐からとられている。

## あらすじ
正一の行動によってヒロインルートが分岐する。
- GW路地裏で透を追いかける → 透ルート
- 夏休みの夏期講習を受ける → 耀ルート
- クリスマスイブ限定パンケーキに誘う → 今日子ルート

### 常木耀編
嘉味田正一は1学期の中間テスト後、自分の進路に悩んでいたところ、親友の七咲郁夫に夏期講習に誘われる。行くかどうか迷うが、級友の常木耀がアルバイトしているのを見て、「自分を変えたい」と思い、夏期講習に参加することを決意する。
正一は夏期講習初日に、無断でアルバイトをしていることが親にバレて夏期講習に強制参加させられた耀と遭遇し、ジャージを貸すこととなる。しかし、アルバイトの件を学校に密告したとの疑いをかけられた正一は耀に誤解されたまま夏期講習を終え、夏休みが終わっても彼女と話せないでいた。
そんなある日、学校に密告したのは耀の友人である高遠由貴恵だったことが発覚し、正一は耀から謝罪される。その後、海に行けなかったことを愚痴られた正一は耀を海に連れていき、キスされたことで彼女への好意を自覚し、告白しようと決心するが、耀は料理の修行に卒業後は別の町へ行くので付き合えないと、友人のままでいることを望む。
5年後、耀がアルバイトをしていた店で働いていた正一は、スペインから帰国した耀と再会するのだった。

### 宮前透編
正一は先輩の宮前透にアイテム交換を持ちかけられたことをきっかけに、郁夫や先輩の荒木を含む4人でゲームをするようになった。
しかし、ゲームセンター付近を巡回していた風紀委員長から正一と透を逃がすため、風紀委員の仕事をサボってシールを撮っていた上崎真詩を擁護した罰として、郁夫と荒木は期末テストが終わるまでウサギ小屋の掃除をさせられることになってしまう。それを知った透は責任を感じ、正一と距離を置こうとするが、耀の助言と正一の優しさに触れ、思いとどまる。
その後、透からコミカルマーケットに誘われた正一は、姉の十萌やその友人の永沢栞と共に参加した後、夜の公園で透とデートする。そこで正一は透に告白するが、告白だけでお互いの関係を急に変えるのではなく、これからも自分を追いかけてほしい（少しずつ関係を築きたい）と言われる。正一はその気持ちを受け入れ、透と唇を重ねる。
10年後、透と結婚した正一はバスの運転手として、透が勤めている保育園に娘のリエを送り届けるのだった。

### 桃乃今日子編
正一は1つ下の幼馴染の桃乃今日子から、魔法少女漫画の新刊を受け取る。正一は高校生相応に周囲の目線や評価を気にする一方、今日子はまだ中学生のようなあどけなさを残していた。高校への進学以降についてしまった差を縮めるため、今日子は家庭部への入部を決意する。
クリスマスも近づいてきたある日、正一は郁夫に例年のイヴの予定を断られる。そこで正一は家庭部に入部してから大きく成長した今日子をクリスマスデートに誘うが、イヴ当日に開催される創設祭の後片付けを理由に断られてしまう。一度は断念するも自分の気持ちに対してまっすぐに向き合うことの大切さに気付いた正一は、イヴ当日の告白を決意する。
イヴ当日、正一は毅然とした態度で今日子を屋上に呼び出す。そこで正一は今日子に告白し、互いが今までの幼馴染ではなく、異性として意識していることを確認しあう。こうして自分の気持ちに正直になった正一と今日子は、晴れて結ばれる。
10年後、正一は今日子と結婚して娘の望をもうけ、幸せな家庭を築いていたのであった。

## 登場人物

### 輝日東高校
『アマガミ』に登場した高等学校。前作から9年が経過しているが、校舎の外観や敷地内の風景などはほとんど変わっていない。その当時、ポンプ小屋で無茶をした学生がいたため、大変融通が利かない風紀委員が見回りをしている。

#### 主人公
嘉味田 正一（かみた しょういち）
声 - 田丸篤志 、久保ユリカ（幼少時代）
クラス - 2年B組 / 誕生日 - 3月17日
本作の主人公。ごく平凡な冴えない男子高校生。1学年上の姉も同じ学校に通っている。
紳士的で思慮深い性格だが、やや妄想癖が強い。
困っている人を放っておくことのできないお人好し。自身が困った際は天を仰いで「どうしよう」と嘆く癖がある。

#### ヒロイン
常木 耀（つねき ひかり）
声 - 佐倉綾音
クラス - 2年B組 /  血液型 - O型 / 誕生日 - 11月30日
本作のヒロインの1人（ヒロインの中で唯一毎週登場している）。正一の同級生。ミスサンタコンテストで準優勝をした経験を持つ美少女。正一曰く、へそが綺麗。
食べることが好きな大食漢。今時の女子高生らしいきつめな性格だが、少し頑固で融通の利かないところもある。一方、『透編』で正一と距離を置こうとした透に「昔の私より、いいパートナーがいるじゃないですか」と言って、正一の顔を立てたりするなど、優しい一面も持っている。
前年のミスサンタコンテスト優勝を十萌に奪われたことを未だに根に持っているらしく、十萌の弟である正一をよくからかって遊んでいる。しかし、十萌のことを嫌っているわけではなく、アルバイト先に十萌たちが来た時は「緊張する〜」と興奮していた。透とは中学時代の先輩後輩関係で遊び仲間であったが現在は疎遠になっている。
アルバイトで皿洗い等はできるが家事はあまりしたことがない。
後に料理の勉強をするために海外へ出発。奥さんの出産を控えて人手が足りないかつてのアルバイト先に助っ人として戻り、そこで働いていた正一と再会を果たした。
宮前 透（みやまえ とおる）
声 - 下地紫野
クラス - 3年A組 / 血液型 - A型 / 誕生日 - 3月2日
本作のヒロインの1人。正一より1学年上の先輩。
大のゲーム好きで腕前は大会出場レベル。手先も器用でグッズ作りをすることもある。口下手で、男子への距離感もあまり分からない。また、友人たちからモデルを頼まれるほどスタイルがいい。
趣味が共通なら男女問わず仲良くなれるため中学生時代はほとんど全ての男子が彼女に好意をもつほどであった。しかしながら彼女のゲーム関係における圧倒的な腕前を前にしてほぼ全員が脱落、更に透から恋愛対象として見られていないと理解した男子の好意は悪意や敵意に変化し、男子を独り占め状態にされていた他の女子からも嫌われ卒業時には完全に孤立させられてしまっていた。
中学生時代は透と行動を共にして常木耀も無意識に女子グループを崩壊させてしまった透へ複雑な感情を抱いていたが、打算なく透と接しようとする正一を知ったことで過去へのわだかまりも消え透の恋路を応援している。
何度も自分を追いかけてきてくれた正一を意識するようになり、コミマでの活動や公園デートを経て、恋人同士となる。
10年後には保育士となっており、保育園のバスの運転手となった正一と娘のリエと共に幸せな家庭を築いている。
桃乃 今日子（とうの きょうこ）
声 - 木村珠莉
クラス - 1年A組 / 血液型 - B型 / 誕生日 - 2月22日
本作のヒロインの1人。正一より1学年下の幼馴染。
正一とは幼稚園の頃から付き合いがあり、昔からよく一緒に遊んでいた。夏休み明けから家庭部に所属している。中学生のようなあどけない容姿をしており、少女漫画（内容はエログロ漫画）好きであるなど、全体的に垢抜けておらず中学生扱いされることが多く、そんな子供っぽい自分にコンプレックスを持っている。
正一が耀や透との関わりを経て少しずつ成長していることに気付いて以降、正一との差を埋めるため試行錯誤した末に家庭部への入部を決意する。料理からコスプレまで様々なことに挑戦する中、次第にあどけない少女から年相応に容姿端麗な女性へと成長、正一本人からも垢抜けたことを評価され開いてしまった二人の差は再び無くなった。同時に自分の中で正一が幼馴染の隣のお兄さんではなく一人の男性となっていることを自覚、いつしか自分が正一を想っていたことにようやく気付く。
今までの関係が壊れることを恐れ、敢えて幼馴染であることを強調、正一からのクリスマスデートの誘いも創設祭の後片付けを理由に断ってしまう。一方で下着選びに正一を連れて行くなど正一を想う気持ちもますます強くなっていく。クリスマスイヴに正一から告白され晴れて結ばれた。
10年後には編集者となった正一と娘の望と共に幸せな家庭を築いている。
上崎 真詩（かみざき まこと）
声 - 三上枝織
クラス - 1年A組 / 血液型 - O型 / 誕生日 - 6月7日
本作のヒロインの1人。正一より1学年下の後輩。風紀委員所属。
本作のヒロイン中、随一の巨乳であり高校生離れしたオーバースタイルの持ち主。非常に気が弱く押しに弱いため、本来風紀を注意するはずが、いつのまにか丸め込まれてしまうことも。
『アマガミ』の隠しヒロインである上崎裡沙の妹で、姉のことが大好き。好きなものは家族旅行で、苦手なものは頑固モードと化した風紀委員長。
三条 るいせ（さんじょう るいせ）
声 - 黒木ほの香
クラス - 2年A組 / 血液型 - A型 / 誕生日 - 9月9日
本作のヒロインの1人。正一の同級生。風紀委員長。
成績もトップを修めている優等生。規律に対して非常に厳格で、罰則や脅迫まがいの行為も辞さないが、後輩のフォローも忘れない優しい面もある。妹がいる。
桧山 水羽（ひやま みう）
声 - 井澤詩織
クラス - 2年D組 / 血液型 - A型 / 誕生日 - 8月5日
本作のヒロインの1人。元々は桜川東女子高校の2年生で水泳部所属だった。
女子校出身のため、共学校のカップルを見ると嫉妬してしまう。実際は世間知らずなのでプライドが高そうに見えるだけであり、純粋無垢で騙されやすい性格。また、男子の水着姿も苦手なほど異性に免疫がない。
正一が夏期合宿に参加しない桃乃今日子のルートでは夏期合宿中に常木耀と仲良くなり、一緒に男湯に侵入して講師である宮前宗太に発見されてしまう。その事が学校でも噂され、不登校になってしまい10月から輝日東高校に転入する。

#### その他
嘉味田 十萌（かみた ともえ）
声 - 沼倉愛美
クラス - 3年A組 / 血液型 - O型 / 誕生日 - 5月20日
正一の姉。ミスサンタコンテストでミスサンタに選ばれている。
七咲 郁夫（ななさき いくお）
声 - 浅利遼太
クラス - 2年B組 / 血液型 - O型 / 誕生日 - 1月15日
『アマガミ』のヒロインである七咲逢の弟。正一の幼馴染。顔が逢に似ている。
『アマガミ』ではエキセントリックな振る舞いが目立ったが、逢と同様にクールな性格に成長しており、成績も優秀。ゲームやヒーロー好きな点は変わっていない。
小学生時代に恋した女の子である相原菜々に今でも好意を寄せており、偶然中央進学ゼミに通う彼女を発見し、透に頼み込んでゼミに通うようになった。
荒木 達也（あらき たつや）
声 - 江口拓也
クラス - 3年D組 / 誕生日 - 4月28日
正一のゲーム仲間。
卒業後は家業を継ぐ予定。女子にも人気があるが、本人は動物が好き。単に好き以上に動物への愛が深く、獣人のキャラも好む所謂「ケモナー」。
高遠 由貴恵（たかとう ゆきえ）
声 - 藤田咲
クラス - 2年B組 / 血液型 - A型 / 誕生日 - 8月8日
耀の幼馴染。耀曰く「勘がいい」らしく、学業も優秀。荒木に好意を寄せている。耀が無断アルバイトをしていたことを風紀委員に密告した。
夏休み中に荒木にアプローチをかけるがその後、荒木の趣味がケモナー関係であることを知り愛想を尽かし破局している
デザインは『キミキス』に登場したサブキャラクターである「ゆみこ」がモチーフとなっている。
菊池 洋子（きくち ようこ）
声 - 藤井ゆきよ
クラス - 2年B組 / 血液型 - B型 / 誕生日 - 7月1日
耀の友人。水泳部所属。楽観的でマイペースな性格。
永沢 栞（ながさわ しおり）
声 - 浅川悠
クラス - 3年C組 / 血液型 - A型 / 誕生日 - 4月10日
透と十萌の友人。2学期まで家庭部の部長を務めていた。
明るい性格で、サブカルチャーへの造詣が深い。
ワンゲル部長
声 - 稲田徹
クラス - 2年B組 / 血液型 - O型 / 誕生日 -  6月28日
正一の同級生。本名不明。左眉に傷があるガタイのいい生徒。その名の通りワンゲル部の部長であり、耀に想いを寄せている。
磯前 学（いそまえ まなぶ）
声 - 山谷祥生
クラス - 2年B組 / 血液型 - A型 / 誕生日 - 1月20日
ワンゲル部長の友人。同じく耀のファン。
デザインは『アマガミ』に登場した2年男子生徒がモチーフとなっている。
宇野 小春（うの こはる）
声 - 大坪由佳
2年A組所属の家庭部部長。
容姿や性格は『キミキス』に登場した「夕月 薫子」及び『アマガミ』に登場した「夕月 琉璃子」に酷似している。
時岡 奈緒（ときおか なお）
声 - 原田ひとみ
2年A組所属の家庭部副部長。容姿や性格は『キミキス』に登場した「飛羽 愛美」及び『アマガミ』に登場した「飛羽 愛歌」に酷似しており担当声優も同一。

#### 教師
鬼型 雅美（おにがた まさみ）
声 - 田村ゆかり
クラス - 2年B組 / 誕生日 - 7月14日
正一たちのクラスの担任で担当は英語。優しいが楽観的過ぎる性格。

### 桜川東女子高校
桧山 水羽（ひやま みう）
声 - 井澤詩織
#ヒロインを参照。
丸石 燈花（まるいし とうか）
声 - 長妻樹里
クラス - 2年B組 / 血液型 - AB型 / 誕生日 - 10月6日
水羽の友人。水泳部所属。水羽同様男子には免疫がない。

### 中央進学ゼミ
吉田 麻子（よしだ まこ）
声 - 門脇舞以
血液型 - O型 / 誕生日 - 6月13日
夏期講習で耀と同じ「全力救済コース」になった少女。その後、耀と共に「基礎コース」に加わる。
耀曰く「みんなの愛されキャラ」で、同じコースとはいえ1日で耀と仲良くなるなどコミュニケーション能力は高い様子。また、食堂のおばちゃんたちとも仲がよく、本人曰く「常連みたいなもの」。
耀が正一とエッチなことをしたという冗談を真に受け、興味津々にその内容を聞いてくるなど年相応な部分もある。
実は浪人生で、宮前とは親交がある。夜間、ドアを開けて寝る傾向があり、そのことで試験当日に風邪を引き浪人になってしまった。また、朝にも弱く風邪をひかないようにとどてらを着たまま講習を受けていた。そのことで宮前にしつこく忠告された。
昨年のゼミで嘗められた態度を取られた宮前にサングラスや竹刀を持たせたのは彼女である。
『アマガミ』に登場した「田中 恵子」に酷似しており一部プロフィールや担当声優も同一。
宮前 宗太（みやまえ そうた）
声 - 利根健太朗
血液型 - A型 / 誕生日 - 7月16日
透の兄。特別講師。熱血漢でサングラスに竹刀をもっている。全力救済コースの担当教諭。
本来の性格は穏やかだがやや小心者でもあり、生徒のことがよくわからず内心では恐れている。
麻子とは親交があり、教師と生徒の壁を越え、ため口で言い合うほど。
着用しているサングラスに竹刀は、麻子に勧められてつけ始めたものである。
妹がゲーム好きになるきっかけとなった人物。

### その他
湯木 尚武（ゆき なおたけ）
声 - 三木眞一郎
血液型 - O型 / 誕生日 - 9月10日
燿がバイトをしているスペイン料理店「タベルナユキ」のオーナーシェフ。
土屋 渉（つちや わたる）
声 - 山本綾
ゲーセンに通う小学生。口にスカーフを巻いている。
湯木 健（ゆき たけし）
声 - 藤原夏海
ゲーセンに通う小学生。眼帯を着けている。尚武の息子であり、耀とも顔見知り。
三条 りん（さんじょう りん）
声 - 会沢紗弥
健の幼なじみの女の子。風紀委員長・三条るいせの妹。
ヴァーミリオン
声 - 中田譲治
正一の幼いころに流行った魔法少女物の音声入りアイテム。
嘉味田 リエ
『透編』に登場した、未来の正一と透の娘。
嘉味田 望
声 - 名塚佳織
『今日子編』に登場した、未来の正一と今日子の娘。
桃乃 今日子の母
『今日子編』に登場した今日子の母。
9話(幼少期の回想シーン)と12話に登場。

9話ではクリスマスイブの日に自身が仕事であった為、今日子を正一の家へ預けた。

今日子を連れ帰宅した正一に遅くまで連れ回した罰としてお仕置きをした。
(正一本人は当時は散々だったが、今は良い思い出になっているとの事。)

12話の冒頭では後ろ姿で登場。
朝、帰りが遅くなると言う今日子を心配を織り混ぜながら送り出した。

## スタッフ
- 原案・シリーズ構成・脚本・キャラクター原案 - 高山箕犀
- 監督 - 小林智樹
- キャラクターデザイン - 細田直人
- プロップデザイン - コレサワシゲユキ、灯夢
- 美術監督・美術設定 - 高橋麻穂
- 色彩設計 - 松山愛子
- 撮影監督 - 田中恒嗣
- 編集 - 武宮むつみ
- 音響監督 - 本山哲
- 音楽 - 信澤宣明
- 音楽制作 - ポニーキャニオン
- 音楽プロデューサー - 横尾勇亮
- プロデューサー - 田中豪、坪井亮祐、相島豪太、船田淳
- アニメーションプロデューサー - 富岡哲也
- アニメーション制作 - Studio五組 × AXsiZ
- 製作協力 - ポニーキャニオン、GYAO、studio五組、ポニーキャニオンエンタープライズ、スターダストプロモーション
- 製作 - セイレン製作委員会、TBS

## 主題歌
オープニングテーマ「キミの花」
作詞・作曲・歌 - 奥華子 / 編曲 - 森本隆寛
カーテンの中にいるヒロインと、最後のヒロインの順番が章によって変化している。
奥華子にとっては、初テレビアニメ主題歌となる。
エンディングテーマ
作詞は岩城由美。
「瞬間Happening」（第1話 - 第3話）
作曲 - 石田寛朗 / 編曲 - 堤博明 / 歌 - 常木耀（佐倉綾音）
「アカネ色に隠して」（第4話）
作曲・編曲 - Evan Call / 歌 - 常木耀（佐倉綾音）
「ムテキの女神」（第5話 - 第7話）
作曲・編曲 - Evan Call / 歌 - 宮前透（下地紫野）
「キミと夜空とフォーチュンと」（第8話）
作曲・編曲 - 石田寛朗 / 歌 - 宮前透（下地紫野）
「恋のセオリー」（第9話 - 第11話）
作曲 - 石田寛朗 / 編曲 - Evan Call / 歌 - 桃乃今日子（木村珠莉）
「ふたりふわりら」（第12話）
作曲 - 大隅知宇 / 編曲 - 堤 博明 / 歌 - 桃乃今日子（木村珠莉）

## 各話リスト
| 話数   | メインヒロイン | 章     | サブタイトル | 絵コンテ     | 演出           | 作画監督                                                                  | 総作画監督        |
| ------ | -------------- | ------ | ------------ | ------------ | -------------- | ------------------------------------------------------------------------- | ----------------- |
| 第1話  | 常木耀         | 第1章  | ケツダン     | 小林智樹     | ところともかず | 丸藤広貴、飯飼一幸                                                        | 丸藤広貴          |
| 第2話  | 常木耀         | 第2章  | ヤマオク     | 島津裕行     | 浅見松雄       | 日高真由美、中島美子 林隆祥                                               | 徳田夢之介        |
| 第3話  | 常木耀         | 第3章  | オトコユ     | 島津裕行     | 村上勉         | 齋藤雅和、門智昭 田之上慎                                                 | 丸藤広貴          |
| 第4話  | 常木耀         | 最終章 | ホシゾラ     | 島津裕行     | 北川正人       | 横松雄馬、寿夢龍 永山恵                                                   | 徳田夢之介        |
| 第5話  | 宮前透         | 第1章  | コウカン     | 島津裕行     | 藏本穂高       | 飯飼一幸、武本大介 服部憲知                                               | 丸藤広貴          |
| 第6話  | 宮前透         | 第2章  | タイセン     | 島津裕行     | 村田尚樹       | 山村俊了、桜井木ノ実 友田政晴（メカニカル）                               | 徳田夢之介        |
| 第7話  | 宮前透         | 第3章  | ブラコン     | 清水聡       | 粟井重紀       | 粟井重紀                                                                  | 丸藤広貴          |
| 第8話  | 宮前透         | 最終章 | モフモフ     | 島津裕行     | 山本天志       | 服部益実、石田啓一 小橋陽介                                               | 武本大介          |
| 第9話  | 桃乃今日子     | 第1章  | カテイブ     | 清水聡       | 藤本義孝       | 佐藤哲也、木下由美子 中島美子、栗井重記 池原百合子、林隆祥 森田実、興石暁 | 田畑昭            |
| 第10話 | 桃乃今日子     | 第2章  | オサガリ     | セトウケンジ | 所俊克         | 門智昭、柳孝相                                                            | 武本大介          |
| 第11話 | 桃乃今日子     | 第3章  | カクセイ     | 清水聡       | 藏本穂高       | 山村俊了、飯飼一幸 服部憲知                                               | 田畑昭            |
| 第12話 | 桃乃今日子     | 最終章 | ハツコイ     | 小林智樹     | 小林智樹       | 一ノ瀬結梨、大髙雄太 服部益実、片岡英之 栗井重記                          | 武本大介 丸藤広貴 |

## 放送局
| 放送期間               | 放送時間                     | 放送局         | 対象地域   | 備考                      |
| ---------------------- | ---------------------------- | -------------- | ---------- | ------------------------- |
| 2017年1月6日 - 3月24日 | 金曜 2:28 - 2:58（木曜深夜） | TBSテレビ      | 関東広域圏 | 製作局 / 字幕放送         |
| 2017年1月7日 - 3月25日 | 土曜 0:00 - 0:30（金曜深夜） | サンテレビ     | 兵庫県     |                           |
| 2017年1月8日 - 3月26日 | 日曜 1:30 - 2:00（土曜深夜） | BS-TBS         | 日本全域   | BS放送                    |
| 2017年1月16日 - 4月3日 | 月曜 1:30 - 2:00（日曜深夜） | TBSチャンネル1 | 日本全域   | CS放送 / リピート放送あり |

## BD / DVD
| 巻 | 発売日       | 収録話          | 規格品番   | 規格品番   |
| 巻 | 発売日       | 収録話          | BD         | DVD        |
| -- | ------------ | --------------- | ---------- | ---------- |
| 1  | 2017年4月5日 | 第1話 - 第2話   | PCXE-50751 | PCBE-55671 |
| 2  | 2017年5月3日 | 第3話 - 第4話   | PCXE-50752 | PCBE-55672 |
| 3  | 2017年6月7日 | 第5話 - 第6話   | PCXE-50753 | PCBE-55673 |
| 4  | 2017年7月5日 | 第7話 - 第8話   | PCXE-50754 | PCBE-55674 |
| 5  | 2017年8月2日 | 第9話 - 第10話  | PCXE-50755 | PCBE-55675 |
| 6  | 2017年9月6日 | 第11話 - 第12話 | PCXE-50756 | PCBE-55676 |

## Webラジオ
『綾音と愛美の セイレン Say"You're cute♡"』（あやねとまなみの セイレン セイ・ユア・キュート）のタイトルで、音泉にて2016年12月26日から2017年4月3日まで毎週月曜日に配信された。パーソナリティは佐倉綾音（常木耀 役）と沼倉愛美（嘉味田十萌 役）。なお、年末年始を挟むため、第2回は2017年1月16日に配信された。